# Ernst Heyne
Ernst Heyne (* 23. Februar 1833 in Leipzig; † 24. Juni 1905) war ein deutscher Buch- und Naturalienhändler und Entomologe.

## Leben
Ernst Heyne gründete am 1. Juli 1861 in der Hospitalstraße in Leipzig eine Buch- und Naturalienhandlung, die er mit Schwerpunkt von entomologischer Literatur, weltweit gesammelten Schmetterlingen und Käfern sowie dem Vertrieb von diversem Sammel- und Zuchtzubehör noch bis in die Zeit um die Jahrhundertwende führte. Ernst Heyne überarbeitete das zuvor schon in mehreren Auflagen erschienene Schmetterlings-Werk von Heinrich Rockstroh (1770–1837) und brachte 1869 bei Hermann Gesenius (1834–1912) in Halle eine vierte und 1876 eine fünfte Auflage heraus.
Er war Mitglied und zeitweilig 2. Vorsitzender im Entomologischen Verein Fauna zu Leipzig und seit 1893 Mitglied des Entomologischen Vereins Iris zu Dresden.
Die Buch- und Naturalienhändler Martin und Alexander Heyne waren seine Söhne.
Ernst Heyne hatte als Entomologe keine eigene Insektensammlung angelegt. Die Insektenbestände seiner Firma wurden im Zeitraum von 1901 bis 1905 aufgelöst.
Von seiner Korrespondenz sind zahlreiche seiner an den Entomologen Gustav Kraatz geschriebenen Briefe und Postkarten im Nachlass Kraatz, einige seiner an den Entomologen Lucas von Heyden geschriebenen Briefe im Nachlass Heyden und ein an Johann Wilhelm Spengel geschriebener Brief im Nachlass Spengel überliefert.

## Schriften (Auswahl)
- mit Heinrich Rockstroh: Buch der Schmetterlinge und Raupen, nebst Mittheilungen über die Eier, Raupen und Puppen der Schmetterlinge, über Fang und Zucht von Schmetterlingen und Raupen, sowie Anleitung zur Anlage von Sammlungen und deren Behandlung; nach dem neuesten System (Dr. Staudinger's) völlig umgearb. von Ernst Heyne. 4. Auflage, Hermann Gesenius, Halle an der Saale 1869; 5. Auflage, Hermann Gesenius, Halle an der Saale 1876